# Ptolemaios XV.
Der aus dem Geschlecht der Ptolemäer stammende Ptolemaios XV. Kaisar (altgriechisch Πτολεμαῖος Καῖσαρ Ptolemaíos Kaísar, lateinisch Ptolemaeus Caesar; * 47 v. Chr.; † 23. August 30 v. Chr.), auch genannt Καισαρίων Kaisaríōn, lateinisch Caesarion (der kleine Caesar, Caesarsohn), war der Sohn Kleopatras und vermutlich Caesars. Er war von 44 bis 30 v. Chr. König (Mitregent seiner Mutter) von Ägypten.
Mit der Verleihung des Titels Pharao und des Namens Kaisar an ihren kleinen Sohn brachte Kleopatra zum Ausdruck, dass er der künftige Herrscher Ägyptens, aber auch der Sohn und Erbe Caesars sei. Dazu erhielt er (wahrscheinlich erst bei der Thronbesteigung 44 v. Chr.) den dynastischen Standardnamen Ptolemaios und wurde in hieroglyphischen Inschriften daher meist als Ptolemaios, genannt Kaisar(os)… bezeichnet. Von den Alexandrinern wurde er Kaisarion genannt.

## Abstammung
Während Caesars etwa neunmonatigem Aufenthalt in Ägypten, als er Kleopatra in schweren Kämpfen im Alexandrinischen Krieg die Herrschaft sicherte, entspann sich zwischen der Ptolemäerkönigin und dem römischen Feldherrn ein Liebesverhältnis. Als Caesar schließlich Anfang 47 v. Chr. wieder aus Ägypten abreiste, war Kleopatra nach der Angabe des antiken Biographen Plutarch (frühes 2. Jahrhundert) schon hochschwanger und gebar wenig später Ptolemaios XV. Eine heute im Louvre befindliche demotische Stele aus Memphis nennt den 23. Juni 47 v. Chr. als Festtag der Göttin Isis; am gleichen Tag wurde nach Angabe dieser Stele auch der Pharao Kaisar geboren. Diese Parallelität war vielleicht das Produkt späterer Konstruktionen; denn da Kleopatra als Inkarnation der Isis auftrat, gab sie wohl dazu passend an, dass der Geburtstag ihres Sohnes mit dem Festtag dieser Göttin zusammenfalle.
Bereits in der Antike war umstritten, ob Ptolemaios XV. wirklich Caesars leiblicher Sohn war. Besonders Octavian, der später als Augustus erster römischer Kaiser wurde, versuchte als Teil seiner Propaganda im Machtkampf gegen Marcus Antonius um die Alleinherrschaft des Römischen Reichs, die Vaterschaft Caesars als unglaubwürdig hinzustellen. Für Octavian war dies wichtig, weil er nur ein Adoptivsohn Caesars war, hierauf aber die Loyalität vieler seiner Anhänger beruhte. So schrieb ein ehemaliger Freund Caesars, Gaius Oppius, im Interesse Octavians einen (verlorenen) eigenen Aufsatz, dass Ptolemaios XV. nicht Caesars Sohn sei. Auch der kaiserzeitliche Historiker Cassius Dio bestritt Caesars Vaterschaft. Der Historiker und Philosoph Nikolaos von Damaskus, der zuerst als Lehrer der Kinder Kleopatras wirkte, schloss später mit Octavian Freundschaft und schrieb unter anderem eine fragmentarisch erhaltene und proaugusteisch gefärbte Vita Octavians, laut der Caesar in seinem Testament ausdrücklich geleugnet habe, der Vater Ptolemaios’ XV. zu sein. Dieses Zeugnis gilt in der heutigen Wissenschaft aber als höchst unglaubwürdig. Andererseits bezweifelt Lucan trotz seiner caesarfeindlichen Einstellung nicht im Geringsten, dass der vom römischen Dichter als „Bastard“ und „Hurenkind“ bezeichnete Ptolemaios XV. aus der außerehelichen Liaison des Feldherrn mit der ägyptischen Königin hervorgegangen sei.
Zu der Minderheit der modernen Forscher, die Caesar nicht für den wirklichen Vater des Ptolemaios XV. halten, gehört Robert Étienne. Ein weiterer Zweifler war der französische Althistoriker Jérôme Carcopino, der als Geburtsdatum von Ptolemaios XV. erst den April 44 v. Chr. annimmt – als Caesar schon ermordet worden war –, so dass Kleopatras Sohn zu einem Zeitpunkt gezeugt worden wäre, als Caesar fern von der ägyptischen Königin in Spanien Krieg führte. Da aber Marcus Antonius im Senat angab, dass der Diktator selbst den kleinen Ptolemaios XV. als seinen Sohn anerkannt habe, konnte der Triumvir diese Behauptung – egal, ob sie wahr ist oder nicht – nur dann abgeben, wenn Kleopatras Sohn noch zu Lebzeiten Caesars auf die Welt gekommen war. Auch die Propaganda von Augustus hätte es wohl kaum unerwähnt gelassen, wenn Caesars Vaterschaft aufgrund des Zeitpunktes der Geburt von Ptolemaios XV. widerlegbar gewesen wäre. Für die Annahme, dass sich Caesar selbst für den Vater hielt, spricht eindeutig die Angabe des antiken Kaiserbiographen Sueton, dass der Diktator die Benennung nach seinem Namen erlaubte. Außerdem führt J. Carcopino an, dass sich die Inschrift der oben erwähnten Stele nicht auf Ptolemaios XV. beziehen könne, weil dort ein Pharao Kaisar erwähnt sei. Diesen Titel könne ein Königskind noch nicht geführt haben. Dieses Argument entkräftete der Historiker Hans Volkmann überzeugend, indem er darauf hinwies, dass loyale Ägypter wohl kaum staatsrechtliche Bedenken hatten, bereits Königskinder als Könige zu bezeichnen.
John Percy Vyvian Dacre Balsdon führt als Argument gegen Caesars Vaterschaft ins Feld, dass der Diktator zwar in jungen Jahren seine Tochter Julia zeugte, aber keine weiteren Kinder von ihm trotz seiner zahlreichen Affären bekannt sind, so dass er bei seiner Begegnung mit Kleopatra wahrscheinlich schon zeugungsunfähig gewesen sei. Bei den besagten Beziehungen handelte es sich aber oft um verheiratete Partnerinnen, sodass weder die betroffenen Frauen noch Caesar oder gar die spätere augusteische Propaganda ein Interesse am Bekanntwerden möglicher Nachkommen aus diesen Verhältnissen hatte. Schließlich wurden in den innenpolitischen Auseinandersetzungen nicht selten außereheliche Affären der jeweiligen Kontrahenten in den Fokus gerückt, um sie in der Öffentlichkeit zu brandmarken.
Nimmt man die Richtigkeit des Geburtsdatums der genannten Stele an, so wurde Ptolemaios XV. zu einem Zeitpunkt gezeugt, als Kleopatra und Caesar gerade gemeinsam mit der übrigen ptolemäischen Familie eingeschlossen und von der ägyptischen Armee belagert im Palast zu Alexandria weilten. Damals hing Kleopatras Schicksal ganz vom Einsatz Caesars ab. In dieser Situation dürfte sie kaum das Risiko einer anderweitigen Affäre eingegangen sein, die Caesar doch leicht hätte bemerken können. Und ihr Brudergemahl Ptolemaios XIII. kommt als Vater Caesarions schon deshalb nicht in Betracht, weil er mit seiner Schwester tödlich verfeindet war. Laut Sueton gaben auch einige griechische Autoren an, dass Ptolemaios XV. dem Caesar in Gestalt und Gang ähnlich sei. Als Octavian nach seinem Sieg Ptolemaios XV. hinrichten ließ, unternahm er diesen Schritt, weil er eine mögliche Gefährdung seiner Machtposition wegen der möglichen Abstammung des jungen Mannes von Caesar fürchtete.
Aus den genannten Gründen nimmt der überwiegende Teil der modernen Forschung Caesar als leiblichen Vater von Ptolemaios XV. an. Absolute Sicherheit lässt sich in dieser Frage allerdings nicht erzielen. Fest steht, dass Kleopatra und Antonius gute Gründe hatten, die Vaterschaft Caesars zu behaupten, unabhängig davon, ob dies wirklich den Tatsachen entsprach, während Octavian/Augustus, wie erwähnt, umgekehrt alles daran setzen musste, Zweifel an dieser Aussage zu streuen.
Kleopatra bezeichnete sich als eine Inkarnation der Göttin Isis und dementsprechend ihren Sohn Ptolemaios XV. als Horus, den Sohn der Isis. Auf ihren Münzen ließ sich die ägyptische Königin mit den Attributen der Aphrodite-Isis und an ihrer Brust den kleinen Ptolemaios XV. darstellen.

## Mitregent

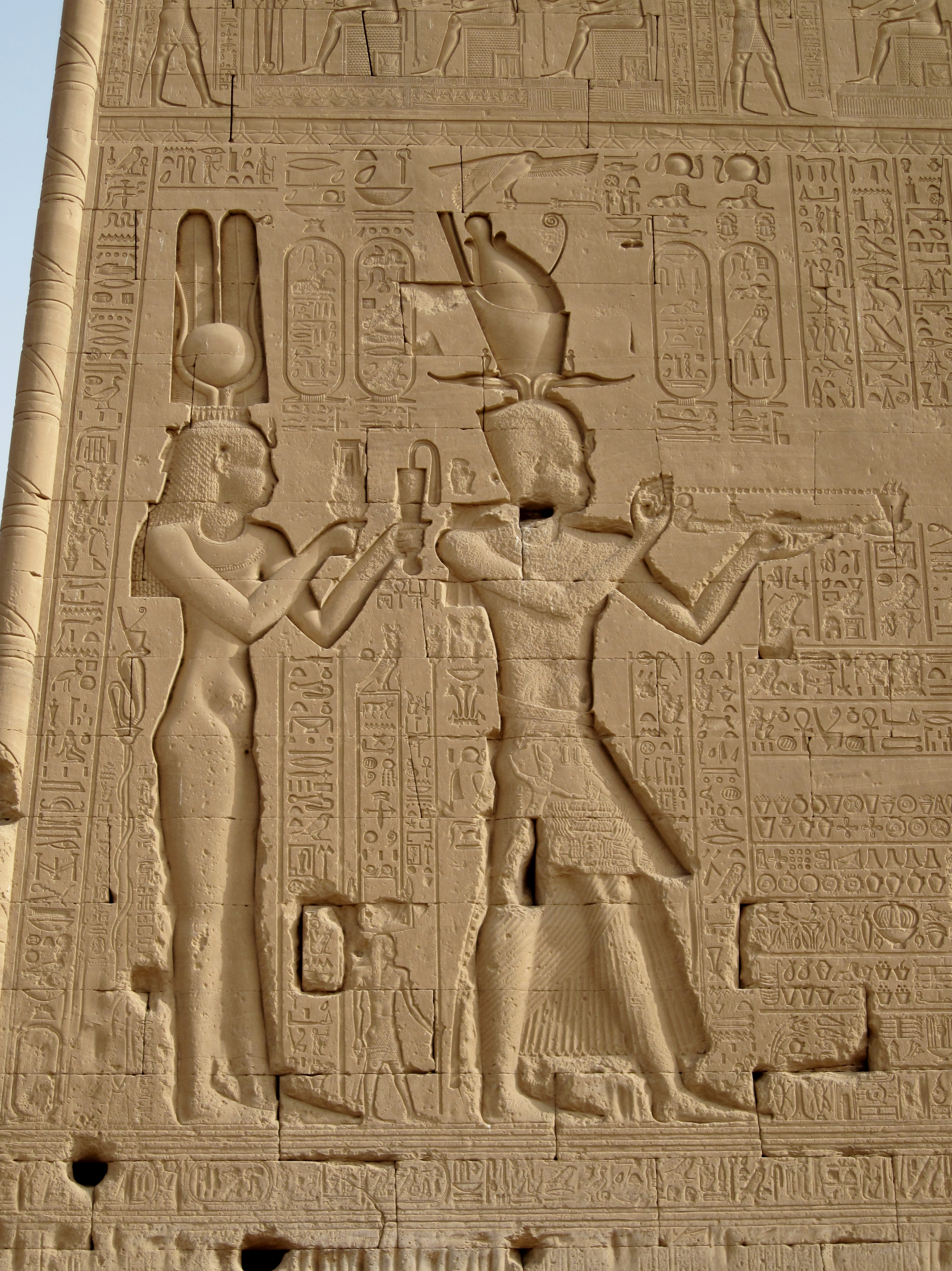
Kleopatra und Ptolemaios XV. Als kleine Figur vor den Füßen Kleopatras sein mutmaßlicher Vater. Rückseite des Tempels zu Dendera

Höchstwahrscheinlich nahm Kleopatra ihren kleinen Sohn Ptolemaios XV. 46 v. Chr. nach Rom mit, als sie mit ihrem Bruder und Gefolge in einem von Caesars Privathäusern residierte. Der Volkstribun Gaius Helvius Cinna behauptete angeblich, dass er in Caesars Abwesenheit ein Gesetz hätte durchbringen sollen, das dem Diktator beliebig viele Ehen – auch mit Nichtrömerinnen – erlauben sollte, was ihm ermöglicht hätte, Caesarion offiziell anzuerkennen. Nach Caesars Ermordung (15. März 44 v. Chr.) kehrte die ptolemäische Familie wieder nach Ägypten zurück. In seinem Testament hatte der Diktator seinen Sohn von Kleopatra nicht berücksichtigt. Nach römischem Recht konnte Ptolemaios XV. auch gar keine Erbansprüche geltend machen.
Nachdem Kleopatra Mitte 44 v. Chr. ihren Bruder Ptolemaios XIV. hatte ermorden lassen, erhob sie den erst dreijährigen Kaisarion zu ihrem Mitregenten. Gleichzeitig verlieh sie ihm die Beinamen Philopator (= Vaterliebender) und Philometor (= Mutterliebender). Im römischen Bürgerkrieg kämpften unterdessen die Caesarmörder gegen die Caesarianer, deren Hauptanführer im Osten des Römischen Reichs Publius Cornelius Dolabella war. Mit diesem ging Kleopatra 43 v. Chr. ein Bündnis ein und erlangte dafür die Anerkennung ihres Sohnes als Mitregenten.
Im Geburtstempel zu Hermonthis bei Theben (Oberägypten) ließ Kleopatra wohl nach der Erhebung ihres Sohnes zum Mitkönig dessen Geburt neben derjenigen des Horus realistisch und gemäß ägyptischen Glaubensvorstellungen abbilden. Zwischen Göttinnen sieht man Kleopatra knien, die hieroglyphisch als Mutter des Sonnengottes Re bezeichnet wird. Das Zeichen des Skarabäus über dem neugeborenen Ptolemaios XV. identifiziert ihn mit dem Gott der aufgehenden Sonne. Außerdem säugen zwei kuhköpfige Göttinnen zwei kleine Kinder, Horus und den Sohn Kleopatras, der in einer großen Inschrift auf der äußeren Südwand der Cella als Ptolemaios Kaisar Theos Philopator Philometor bezeichnet wird, also deutlich auf die Vaterschaft Caesars angespielt wird.
Geburtstempel dienten den Pharaonen und ihren Gattinnen nach Geburten zur Vollziehung heiliger Rituale. Schon lange wurde in diesen Tempeln bevorzugt die Geburt des Horus dargestellt, doch wurden die Texte und Abbildungen stets symbolisch gehalten und nicht direkt auf die Geburt eines irdischen Prinzen angespielt, während Kleopatra unter bewusstem Bruch dieser Tradition unmissverständlich die Geburt des Ptolemaios XV. neben diejenige des Horus setzte und die Knaben damit identifizierte. Offenbar spielte sie auf das mythische Thema an, dass Horus den Mord an seinem Vater Osiris rächen und seinen Platz als Herrscher einnehmen sollte. Dieselbe Aufgabe hatte Kleopatra offenbar ihrem Sohn zugedacht – darauf spielt auch der ihm verliehene Beiname Philopator an –, womit Octavians Anspruch bestritten wurde, der alleinige Rächer und Erbe Caesars zu sein. Laut Verkündigung der Priester habe der Sonnengott Re den Ptolemaios XV. in Caesars Gestalt gezeugt.
Kleopatra ließ auch in Dendera (Oberägypten) eifrig am dortigen Tempel der Göttin Hathor bauen, dessen Errichtung schon von ihrem Vater begonnen wurde und dessen Fertigstellung erst Octavian erreichen sollte. Auf der Rückwand des Tempels erscheint eine überlebensgroße Abbildung Kleopatras in ägyptischer Pharaonengestalt hinter ihrem Sohn, den sie dadurch wohl als Thronfolger bezeichnen wollte; beide treten dabei vor den Göttern Denderas auf.
Ein vom 13. April 41 v. Chr. stammendes Prostagma der Kleopatra und des Ptolemaios XV. ist der letzte bekannte Erlass der Lagiden. Darin werden die Privilegien von in der Landwirtschaft außerhalb der Hauptstadt tätiger Alexandriner bestätigt und Übergriffe von Beamten der Provinzen gegenüber diesen Landbesitzern verurteilt.
Antonius gestand seiner Geliebten Kleopatra 37 und 34 v. Chr. große territoriale Erweiterungen ihres Reichs zu. Diese „Schenkungen“ wurden 34 v. Chr. in einer feierlichen Zeremonie im Gymnasion zu Alexandria vor großem Publikum bestätigt. Dabei saß der damals 13-jährige Ptolemaios XV. mit seinen jüngeren Halbgeschwistern auf Thronen zu Füßen von Antonius und Kleopatra und wurde zum König der Könige ernannt, während seine Mutter den Titel Königin der Könige erhielt.

## Hinrichtung
Nach der entscheidenden Niederlage von Antonius und Kleopatra in der Schlacht bei Actium gegen Octavian (31 v. Chr.) war der Machtkampf um die Herrschaft im Römischen Reich entschieden. Dennoch erklärte Kleopatra nach ihrer Rückkehr nach Ägypten Ptolemaios XV. für großjährig, angeblich um die Ägypter dadurch zu ermutigen, dass nun notfalls ein erwachsener Mann die Regierungsgeschäfte eines Königs übernehmen könne. Nach dem Selbstmord der ägyptischen Königin (12. August 30 v. Chr.) wurde er auf Befehl Octavians hingerichtet, weil der Erbe Caesars keinen zweiten „Sohn des vergöttlichten Julius“ (Divi Iuli filius) brauchen konnte. Plutarch berichtet, dass Kleopatra kurz vor ihrem Tod ihren Sohn mit Schätzen und seinem Lehrer Rhodon über Äthiopien nach Indien schicken wollte, doch dass sein Tutor ihn zur Umkehr überredet habe, weil Octavian ihn angeblich zum König machen wolle. Vielleicht übte Rhodon dabei Verrat an seinem Schützling. Angeblich zögerte Octavian mit dem Todesurteil, bis ihn der Philosoph Areios mit dem Ausspruch, dass es nicht gut sei, wenn es mehr als einen Caesar gebe, zur Hinrichtung Ptolemaios’ XV. bewogen habe. Angesichts von Octavians sehr zweckrationaler, im Zweifel stets skrupelloser Persönlichkeit ist dies aber eine äußerst unglaubwürdige Darstellung: Nichts spricht dafür, dass er gezögert hat, bevor er den Tod des Jugendlichen befahl. Eine reale Bedrohung für die Machtstellung Octavians war Ptolemaios XV. zunächst sicher nicht, denn als unehelich gezeugtes Kind einer Ausländerin und ohne römisches Bürgerrecht wäre er von der römischen Gesellschaft ohnehin nie akzeptiert worden. Aber schon Antonius und Kleopatra hatten seine Abstammung propagandistisch ausgeschlachtet, und eine mögliche Wiederholung dieser Situation suchte Octavian mit Caesarions Hinrichtung von vornherein zu unterbinden.

### Belletristik
- Gillian Bradshaw: Der Sohn der Kleopatra. (Roman; Originaltitel: Cleopatra’s Heir.) Weltbild, Augsburg 2006, ISBN 3-89897-394-8.